# Pangio
Pangio là một chi cá nước ngọt trong họ Cobitidae. Trong những lần phân loại đầu tiên, chi này được biết tới như Acanthophthalmus. Thành viên được biết đến nhiều nhất là Cá chạch rắn kuhli, Pangio kuhlii, thường được giữ làm cá cảnh.

## Loài
Hiên có 33 loài được công nhận trong chi này:
- Pangio agma (M. E. Burridge, 1992)
- Pangio alcoides Kottelat & K. K. P. Lim, 1993
- Pangio alternans Kottelat & K. K. P. Lim, 1993
- Pangio ammophila Britz, Anvar Ali & Raghavan, 2012[2]
- Pangio anguillaris (Vaillant, 1902)
- Pangio apoda Britz & Maclaine, 2007
- Pangio atactos H. H. Tan & Kottelat, 2009
- Pangio bhujia Anoop et al., 2019[3]
- Pangio pathala Sundar, Remya L; Arjun, C.P.; Sidharthan, Arya; Dahanukar, Neelesh; Raghavan, Rajeev[4]
- Pangio bitaimac H. H. Tan & Kottelat, 2009
- Pangio cuneovirgata (Raut, 1957)
- Pangio doriae (Perugia, 1892)
- Pangio elongata Britz & Maclaine, 2007
- Pangio filinaris Kottelat & K. K. P. Lim, 1993
- Pangio fusca (Blyth, 1860)
- Pangio goaensis (Tilak, 1972) (Indian coolie-loach)
- Pangio incognito Kottelat & K. K. P. Lim, 1993
- Pangio kuhlii (Valenciennes, 1846) (Kuhli loach, coolie loach)
- Pangio lidi Hadiaty & Kottelat, 2009
- Pangio longimanus Britz & Kottelat, 2010
- Pangio longipinnis (Menon, 1992)
- Pangio lumbriciformis Britz & Maclaine, 2007
- Pangio malayana (Tweedie, 1956)
- Pangio mariarum (Inger & P. K. Chin, 1962)
- Pangio muraeniformis (de Beaufort, 1933)
- Pangio myersi (Harry, 1949)
- Pangio oblonga (Valenciennes, 1846) (Java loach)
- Pangio pangia (F. Hamilton, 1822)
- Pangio piperata Kottelat & K. K. P. Lim, 1993
- Pangio pulla Kottelat & K. K. P. Lim, 1993
- Pangio robiginosa (Raut, 1957)
- Pangio semicincta (Fraser-Brunner, 1940)
- Pangio shelfordii (Popta, 1903) (Borneo loach)
- Pangio signicauda Britz & Maclaine, 2007
- Pangio superba (T. R. Roberts, 1989)